# Alfred Nordfelt
Alfred Nordfelt, född den 17 maj 1864 i Vänersborg, Älvsborgs län, död den 28 september 1942 i Kungsholms församling, Stockholm
, var en svensk skolman och filolog. 
Han var far till Hjalmar Nordfelt.
Nordfelt blev filosofie doktor i Uppsala 1891, lektor vid Norra realläroverket i Stockholm 1895, var läroverksråd 1904–1911 och rektor vid Uppsala högre allmänna läroverk 1911–1929. Som en framstående skolman anlitades Nordfelt av ett flertal kommittéer och för andra uppdrag, var sekreterare i läroverkskommittén 1899–1902, sakkunnig i läroverksfrågan 1904 och skolfrågan 1927–1930, inspektor över det statsunderstödda handelsinstituten 1905–1918, sakkunnig vid handelsundervisningen och ledamot av handelsundervisningskommittén 1913-15. Som vetenskapsman var Nordfelt till utbildningen romanist. Bland hans arbeten inom detta område märks Études sur la chanson des Enfances Vivien (1890). Genom ingående studier rörande de franska lånorden i svenskan (Om franska lånord i svenskan 1898) kom Nordfelt att syssla med svensk medeltida filologi och litteraturhistoria, där han lämnade ypperliga, till form och innehåll fängslande bidrag till forskningen rörande Eufemiavisorna (En svensk riddardikt och dess original 1920) och Erikskrönikan (1921).